# Robert Trivers
Robert L. Trivers (1943-) é um dos fundadores da Sociobiologia. Publicou uma série de artigos na década de 1970 sobre as bases genéticas do comportamento sexual e altruísmo recíproco.

## Biografia
Nascido em 19 de Fevereiro em Washington D.C. (Estados Unidos), Trivers estudou teoria evolucionária com Ernst Mayr e William Drury em Harvard de 1968 a 1972, quando obteve seu PhD em biologia. Em Harvard, ele publicou uma série de alguns dos artigos mais influentes e citados em biologia evolucionária. Seu primeiro artigo importante como aluno de pós-graduação foi "A evolução do altruísmo recíproco", publicado em 1971. Neste artigo, Trivers oferece uma solução para o antigo problema da cooperação entre indivíduos não relacionados e, ao fazê-lo, superou um problema crucial de como policiar o sistema, propondo como a seleção natural poderia desenvolver maneiras de detectar trapaceiros. Seu próximo trabalho importante, "Investimento parental e seleção sexual", foi publicado no ano seguinte. Aqui, Trivers propôs uma estrutura geral para entender a seleção sexual que havia frustrado os pensadores evolucionistas desde Charles Darwin. Provavelmente seu artigo mais importante, surgiu da observação de pombos machos e fêmeas pela janela de seu apartamento no terceiro andar em Cambridge, Massachusetts, e da leitura de um artigo de 1948 de Angus Bateman (“Seleção intra-sexual em Drosophila”) que demonstrou que as diferenças sexuais na intensidade da seleção em moscas-das-frutas eram baseadas em sua capacidade de obter parceiros. A principal percepção de Trivers foi que a variável-chave subjacente à evolução das diferenças sexuais entre as espécies era o investimento parental relativo na prole.
Trivers tem interesse em seleção natural e teoria social e na evolução dos elementos genéticos egoístas.
Atualmente Trivers é professor de Antropologia e Ciências Biológicas no departamento de Antropologia da Rutgers University em New Jersey estuda as implicações da simetria em populações humanas e animais.

## Publicações
Alguns dos principais trabalhos publicados por Robert Trivers são:
The Evolution of Reciprocal Altruism (1971);
Natural Selection of Parental Ability to Vary the Sex Ratio of Offspring (1973);
Parent-Offspring Conflict (1974);
The Elements of a Scientific Theory of Self-Deception (2000);